# 阿爾坎塔拉橋
阿爾坎塔拉橋（西班牙語：Puente de Alcántara）是西班牙的一座羅馬時代的石拱橋，位於埃斯特雷馬杜拉自治區城鎮阿爾坎塔拉的太加斯河上。阿爾坎塔拉橋修建於104年至106年期間。

## 外部連結
- Structurae数据库中Alcantara Bridge的数据

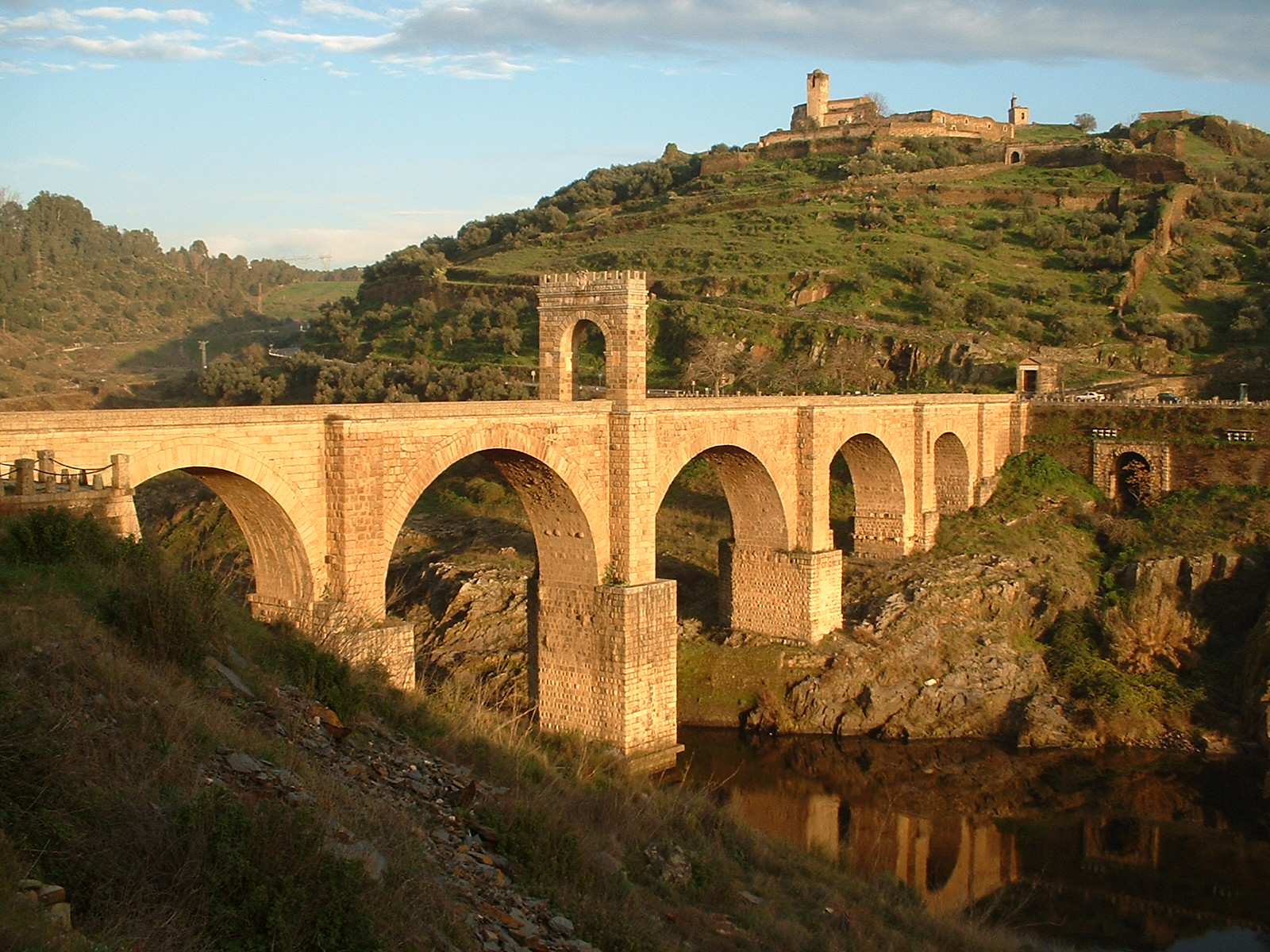
阿爾坎塔拉橋

- Puente de Alcántara sobre el Tajo, en Cáceres （页面存档备份，存于） （西班牙文）
- Video of the bridge （页面存档备份，存于）

39°43′21″N 6°53′33″W / 39.7225°N 6.8925°W